# Saint-Laurent-du-Bois
Saint-Laurent-du-Bois ist eine französische Gemeinde mit 257 Einwohnern (Stand: 1. Januar 2022) im Département Gironde in der Region Nouvelle-Aquitaine (vor 2016 Aquitaine). Sie gehört zum Arrondissement Langon und zum Kanton L’Entre-deux-Mers. Die Einwohner werden Saint-Laurentais genannt.

## Geographie
Die Gemeinde Saint-Laurent-du-Bois liegt 16 Kilometer nordöstlich von Langon im Weinbaugebiet Entre deux mers. Nördlich der Gemeinde liegt Castelviel, nordöstlich und östlich Saint-Félix-de-Foncaude, östlich und südöstlich Saint-Exupéry, südöstlich Saint-Laurent-du-Plan, südlich Sainte-Foy-la-Longue, westlich Saint-Martial sowie nordwestlich Gornac.

## Bevölkerungsentwicklung
| Jahr                       | 1962 | 1968 | 1975 | 1982 | 1990 | 1999 | 2008 | 2020 |
| Einwohner                  | 278  | 272  | 236  | 205  | 216  | 216  | 226  | 250  |
| Quellen: Cassini und INSEE |      |      |      |      |      |      |      |      |

## Sehenswürdigkeiten

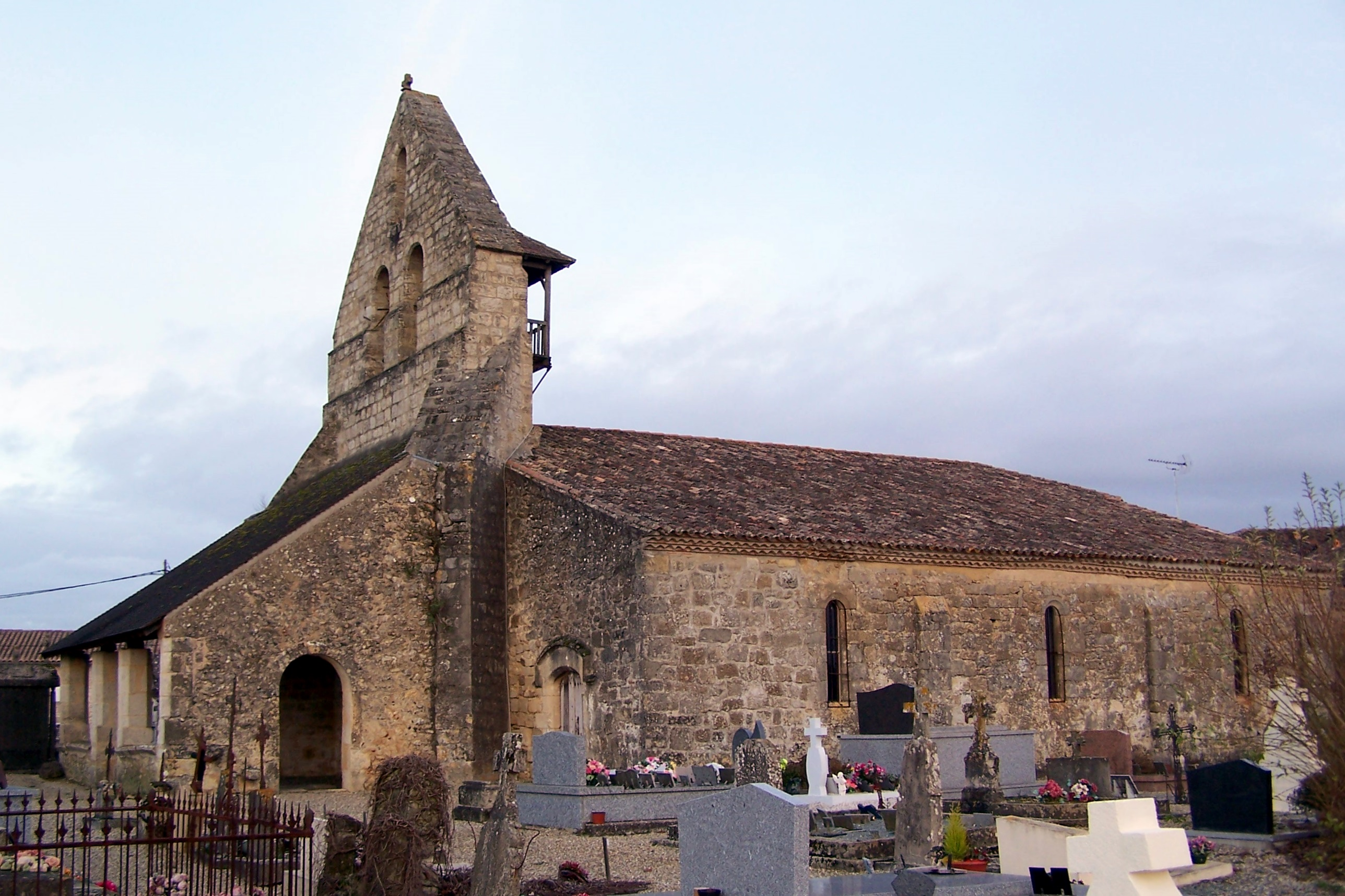
Kirche Saint-Laurent
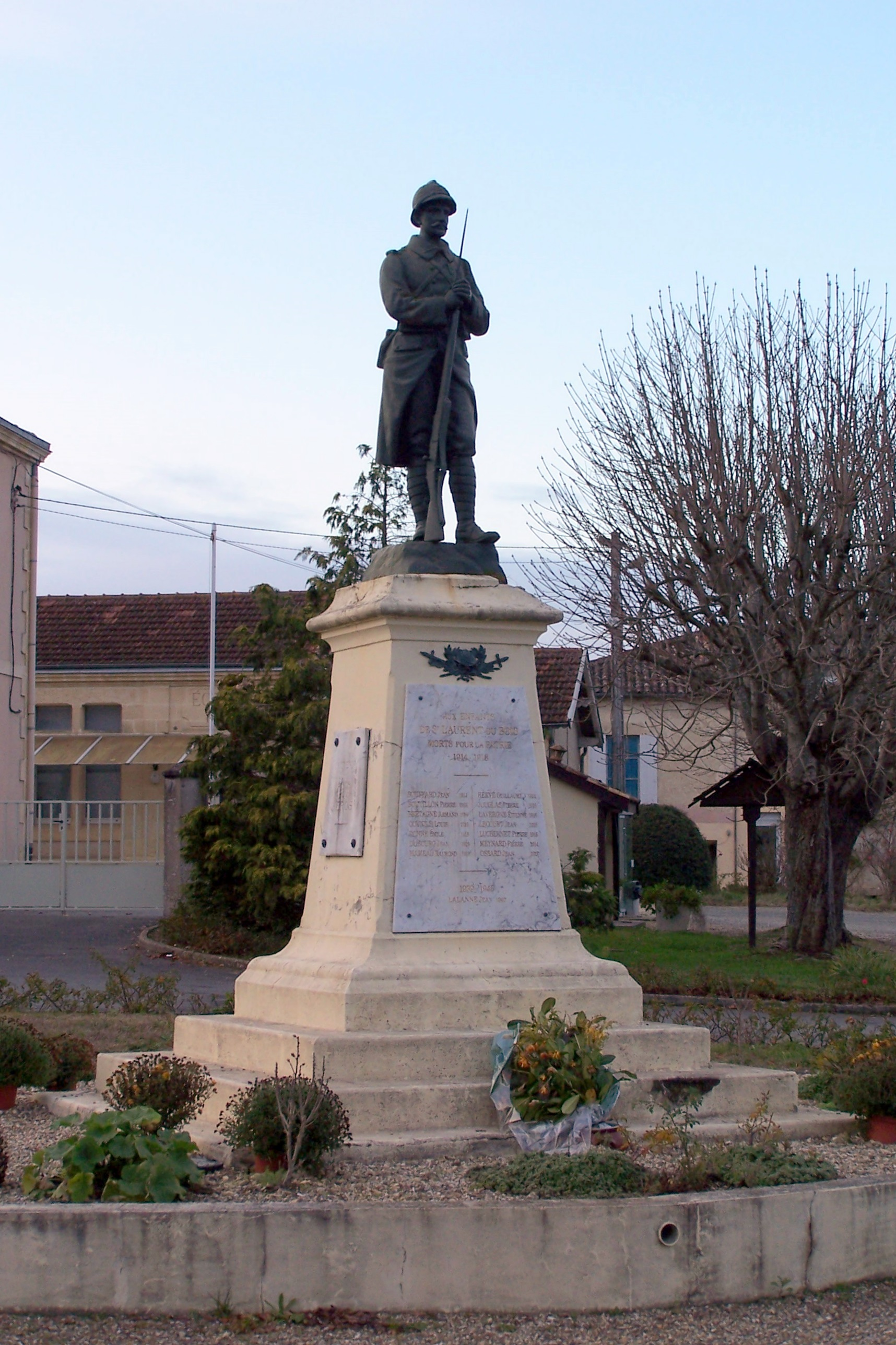
Gefallenendenkmal

- Kirche Saint-Laurent
- Gefallenendenkmal